# Álvaro Flórez Estrada
Álvaro Flórez Estrada (Pola de Somiedo, Asturias, 27 de febrero de 1766 - Noreña, Asturias, 16 de diciembre de 1853), fue un economista, abogado y político español.

## Biografía

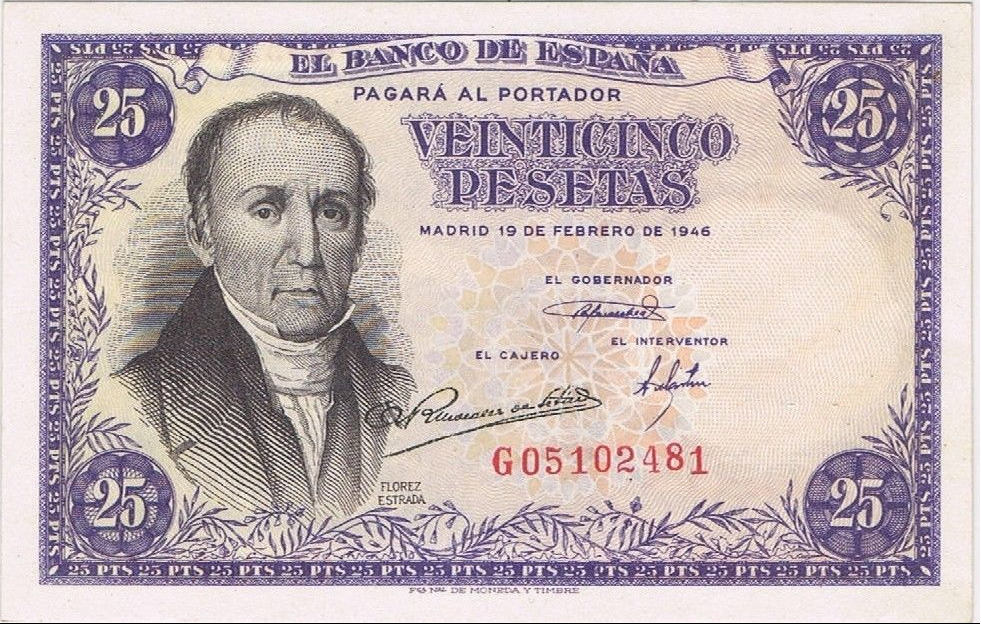
Billete de 25 pesetas del año 1946

Estudia humanidades en Grado y Derecho en la Universidad de Oviedo y se traslada a Madrid, donde se hace magistrado. A los treinta años fue nombrado por Godoy, tesorero general del Reino, cargo que, después de algún tiempo, acabó por renunciar, al considerar su desempeño incompatible con las convicciones liberales que profesaba. Retirado a Pola de Somiedo, la Junta General del Principado le nombra, en 1798, su procurador general. 
Cuando en 1808 se produce el levantamiento de Asturias contra Napoleón, él, que intuye que "la lucha contra el invasor no tiene sentido si no es al mismo tiempo una revolución política", redacta la Proclama de la Junta y también la Carta de ésta pidiendo ayuda al rey de Inglaterra. Al ser disuelta la Junta por el Marqués de la Romana, Flórez Estrada escapa a Sevilla para denunciar lo ocurrido en la Junta Central. Se queda en Sevilla y en Cádiz; redacta un bosquejo de Constitución liberal, aunque monárquica. Se marcha a Londres, y allí expone su ideario en las publicaciones que hace en 1810 sobre la Introducción para la historia de la revolución de España y sobre el Examen imparcial de las disensiones de la América con España. 
En 1812 fue diputado de las Cortes de Cádiz. En Cádiz funda un periódico liberal, y en 1813 es nombrado Intendente Militar en Andalucía. Al poco abandona su cargo y se dedica al estudio de la historia, las lenguas y la economía. 
Su participación en las Cortes de Cádiz y en sociedades masónicas le obligan a huir de España cuando, en 1814, el regreso de Fernando VII amenaza con condenarlo a muerte, exiliándose en Londres. Su estancia allí le permite entrar en contacto con los economistas ingleses (David Ricardo, James Mill y Adam Smith) introduciendo en España sus ideas. También fue a Roma a ofrecer a Carlos IV la reposición en el trono si aceptaba una monarquía constitucional. En 1818 redactó una trascendental Representación al rey en defensa de las Cortes, que se imprimió en Londres en 1819 y que, divulgada en España, contribuyó a renovar el entusiasmo por el régimen constitucional y que preparó el camino para que Rafael Riego decidiera su alzamiento militar el 1 de enero de 1820, en Cabezas de San Juan. Proclamada, de nuevo, la Constitución, regresó a España. Intentó llevar a la práctica alguno de sus teóricos planes económicos e industriales y fue elegido diputado a Cortes por Asturias. En el Congreso se opondrá al proyecto de abolir las Sociedades patrióticas, pues él defiende siempre la libertad: "libertad de imprenta, libertad política, libertad civil, libertad de aduanas, libertad de comercio, libertad de hablar y libertad de todo será su eterno y más dulce cantar", se ha escrito de él. Ya sin representación en las Cortes, redactó en 1822, con Francisco Martínez Marina, el primer proyecto del Código Penal español y el 3 de marzo de 1823 es nombrado ministro de Estado. Pero, al mes siguiente, la llegada de los "Cien mil hijos de San Luis", le obligó a embarcar en Gibraltar para exiliarse, de nuevo, en Londres. 
Durante esta expatriación, que durará diez años, publica libros de economía, tales como Efectos producidos en Europa por la baja en el producto de las minas de plata, Examen de la crisis comercial de Inglaterra y Curso completo de economía política. 
Regresó a España a la muerte del rey Fernando VII, interviniendo, de nuevo, en política. Representa a Asturias en todas las legislaturas desde 1834 hasta 1840. Defiende las ideas desamortizadoras de Mendizábal, aunque no sus métodos. Publica, a este respecto, su trabajo Sobre la enajenación de los bienes nacionales (1836). Escribe varios libros más sobre economía, como Elementos de Economía Política, libro de texto estudiado en todo el ámbito de la lengua española durante años.
En 1846 es nombrado senador vitalicio y, anciano de ochenta y siete años, fallece en el palacio de Miraflores de Noreña el 16 de diciembre de 1853. 
Su nombre está inscrito en el monumento que Oviedo tiene dedicado a los economistas y hacendistas asturianos. En el Museo de Bellas Artes de Asturias, puede verse un pequeño, pero notable, retrato suyo, por un anónimo inglés.
Un retrato de Flórez Estrada en el anverso y su casa solariega en Somiedo en el reverso, ilustran los billetes de 25 pesetas que el Banco de España imprimió en 1946.